# إيمرسون سميث
إيمرسون سميث هو طيار بطل كندي، (ولد في تورونتو في كندا 1896  م).